# Maria Amália Vaz de Carvalho

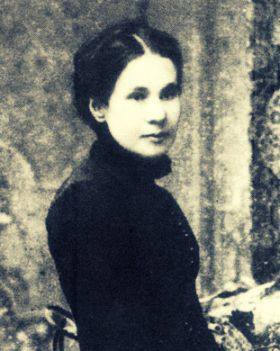
Maria Amália Vaz de Carvalho

Maria Amália Vaz de Carvalho (ur. 1847, zm. 1921) – poetka portugalska.

## Życiorys
Maria Amália Vaz de Carvalho urodziła się w Lizbonie 2 lutego 1847 roku. Była żoną poety Antónia Cândida Gonçalvesa Crespa. Prowadziła salon literacki. Była pierwszą kobietą zaliczoną w poczet Akademii Nauk w Lizbonie. Zmarła 24 marca 1921 roku w Lizbonie. W Portugalii istnieje nagroda literacka imienia Marii Amálii Vaz de Carvalho.

## Twórczość
Maria Amália Vaz de Carvalho wypowiadała się w różnych rodzajach literackich. Oprócz poezji pisała eseje i biografie. Wydała tomiki Uma Primavera de Mulher (1867) i Vozes no Ermo (1876).